# نادي شط العرب
نادي شط العرب الرياضي هو فريق كرة قدم عراقي مقره في قضاء شط العرب، البصرة، يلعب في الدوري العراقي الدرجة الثالثة.
يمثل قضاء شط العرب في المنافسة الكروية.

## روابط خارجية
- نادي شط العرب على موقع Goalzz.com
- أندية العراق - تواريخ التأسيس
- اتحاد أندية البصرة